# Kurarua flavidula
Kurarua flavidula är en skalbaggsart som beskrevs av Holzschuh 1999. Kurarua flavidula ingår i släktet Kurarua och familjen långhorningar. Inga underarter finns listade i Catalogue of Life.